# Lomaptera burgeoni
Lomaptera burgeoni är en skalbaggsart som beskrevs av Valck Lucassen 1961. Lomaptera burgeoni ingår i släktet Lomaptera och familjen Cetoniidae. Inga underarter finns listade i Catalogue of Life.